# Годијево
Годијево је насеље у општини Бијело Поље у Црној Гори. Према попису из 2003. било је 636 становника (према попису из 1991. било је 745 становника).

## Демографија
У насељу Годијево живи 450 пунолетних становника, а просечна старост становништва износи 33,2 година (32,1 код мушкараца и 34,5 код жена). У насељу има 155 домаћинстава, а просечан број чланова по домаћинству је 4,10.
Ово насеље је углавном насељено Бошњацима (према попису из 2003. године), а у последња три пописа, примећен је пад у броју становника.
|  |

| Демографија | Демографија | Демографија |
| Година      | Становника  | Становника  |
| ----------- | ----------- | ----------- |
|             |             |             |
|             |             |             |
|             |             |             |
|             |             |             |
| 1948.       | 804         |             |
| 1953.       | 878         |             |
| 1961.       | 874         |             |
| 1971.       | 941         |             |
| 1981.       | 911         |             |
| 1991.       | 745         | 721         |
| 2003.       | 726         | 636         |
|             |             |             |

| Етнички састав према попису из 2003.‍ | Етнички састав према попису из 2003.‍ | Етнички састав према попису из 2003.‍ | Етнички састав према попису из 2003.‍ | Етнички састав према попису из 2003.‍ |
| ------------------------------------ | ------------------------------------ | ------------------------------------ | ------------------------------------ | ------------------------------------ |
|                                      |                                      |                                      |                                      |                                      |
| Бошњаци                              | Бошњаци                              |                                      | 468                                  | 73,58%                               |
| Муслимани                            | Муслимани                            |                                      | 138                                  | 21,69%                               |
| Црногорци                            | Црногорци                            |                                      | 8                                    | 1,25%                                |
| непознато                            | непознато                            |                                      | 22                                   | 3,45%                                |

| Година пописа     | 1948. | 1953. | 1961. | 1971. | 1981. | 1991. | 2003. |
| ----------------- | ----- | ----- | ----- | ----- | ----- | ----- | ----- |
| Број домаћинстава | 142   | 142   | 141   | 146   | 146   | 162   | 158   |

| Број чланова      | 1   | 2  | 3  | 4  | 5  | 6  | 7  | 8  | 9 | 10 и више | Просек |
| ----------------- | --- | -- | -- | -- | -- | -- | -- | -- | - | --------- | ------ |
| Број домаћинстава | 155 | 19 | 28 | 17 | 24 | 25 | 21 | 12 | 5 | 1         | 3      |

| Пол    | Укупно | Неожењен/Неудата | Ожењен/Удата | Удовац/Удовица | Разведен/Разведена | Непознато |
| ------ | ------ | ---------------- | ------------ | -------------- | ------------------ | --------- |
| Мушки  | 251    | 93               | 144          | 10             | 2                  | 2         |
| Женски | 227    | 56               | 133          | 31             | 3                  | 4         |
| УКУПНО | 478    | 149              | 277          | 41             | 5                  | 6         |

| Пол    | Укупно                    | Пољопривреда, лов и шумарство | Рибарство                            | Вађење руде и камена | Прерађивачка индустрија       |
| ------ | ------------------------- | ----------------------------- | ------------------------------------ | -------------------- | ----------------------------- |
| Мушки  | 53                        | 25                            | 0                                    | 0                    | 1                             |
| Женски | 11                        | 7                             | 0                                    | 0                    | 0                             |
| УКУПНО | 64                        | 32                            | 0                                    | 0                    | 1                             |
| Пол    | Производња и снабдевање   | Грађевинарство                | Трговина                             | Хотели и ресторани   | Саобраћај, складиштење и везе |
| Мушки  | 1                         | 3                             | 1                                    | 0                    | 4                             |
| Женски | 0                         | 0                             | 1                                    | 1                    | 0                             |
| УКУПНО | 1                         | 3                             | 2                                    | 1                    | 4                             |
| Пол    | Финансијско посредовање   | Некретнине                    | Државна управа и одбрана             | Образовање           | Здравствени и социјални рад   |
| Мушки  | 0                         | 0                             | 0                                    | 9                    | 0                             |
| Женски | 0                         | 0                             | 0                                    | 1                    | 0                             |
| УКУПНО | 0                         | 0                             | 0                                    | 10                   | 0                             |
| Пол    | Остале услужне активности | Приватна домаћинства          | Екстериторијалне организације и тела | Непознато            | Непознато                     |
| Мушки  | 0                         | 0                             | 0                                    | 9                    | 9                             |
| Женски | 1                         | 0                             | 0                                    | 0                    | 0                             |
| УКУПНО | 1                         | 0                             | 0                                    | 9                    | 9                             |